# K.Hirihalli, Hassan
K.Hirihalli là một làng thuộc tehsil Hassan, huyện Hassan, bang Karnataka, Ấn Độ.